# Камени цвет (споменик)
Споменик Камени цвет је монументални споменик посвећен свим жртвама које су страдале од стране усташа у логору Јасеновац током Другог светског рата. Аутор споменика је архитекта Богдан Богдановић. Споменик је завршен и свечано отворен 4. јула 1966. године.
Поред важности локације на којој је саграђен, симболике самог споменика и онога што обележава, Камени цвет је значајан и као једна од прекретница у југословенској уметности. То се нарочито односи на вајарство и архитектуру, где су послератне комунистичке власти почеле до прихватају модернизам у уметности, што због унутрашњих кошкања у самој држави (у овом случају, конкретно због Јасеновца), што због бољег спољнополитичког позиционирања.

## Историја

### Предисторија
Према Богдану Богдановићу (мемоари Уклети неимар, 2011), место јасеновачког логора, с обзиром на ужас који се тамо догодио, релативно дуго времена је било вероватно једино место неког масовног злочина у Европи које још није било ни означено, а камоли обележено спомеником. Сасвим супротно, територија логора била је бар два пута темељно разорена и трагови затрти - минирале су га и усташе и, "из неразумљивих разлога", партизани.
Мочварна територија некадашњег логора остављена је да је прекрије шикара, формирајући „неку врсту прашуме на подводном тлу”. Поред тога, локално становништво је разносило делове логорског комплекса како би их поново употребили као грађевински материјал. Одношене су цигле, метални делови објеката, делови пећи, дрвна грађа. У томе их нико није спречавао, па је логор растакан практично уз прећутну сагласност власти, па чак и подстицање од стране локалне управе. Поједини локални представници су ипак годинама покушавали да организују подизање било каквог обележја. Обраћали су се за средства хрватским властима, укључујући и директно обраћање Ивану Стеви Крајачићу, председнику Сабора СР Хрватске од 1963. Одговор је увек био да нема довољно средстава за ту намену.
Игнорисање Јасеновца изазвало је негодовање и реакцију породица жртава и многих партизанских бораца, који су почели сами да врше ископавања на простору Доње Градине, код Босанске Дубице. Када су власти и спомињале логор у послератним годинама, покушавале су да окриве окупациону немачку управу. То није пролазило ни у Југославији, нарочито код Срба и Јевреја, а имало је и међународног одјека. Ни страни историчари нису територију НДХ сматрали окупираном од стране Трећег рајха, а немачки антифашисти су протествовали што му се, поред свег зла за које немачки народ „има путера на глави”, додају и туђи злочини.
Тако је, одједном, питање споменика постало прилично врућа тема на преласку из 1950-их у 1960-е. Почетком 1960-их, изабран је дизајн вајара и архитекте Богдана Богдановића, мада су у игри била и два споменичка решења хрватских вајара, „фигуралаца пар екселанс”. Први пут Богдановић је представио пројекат Титу лично 1961. године, у Титовој вили у Ужичкој улици на Дедињу. Претходно су гардисти упали у Богдановићев биро док је он био одсутан, и пред асистентима однели нацрте будућег споменика и комплекса и разне фигурине које су представљале будуће објекте. Богдановић је затражио још годину дана да потпуно осмисли пројекат.
Завршно представљање архитектонског решења за цео комплекс, Богдановић је одржао 1962. године у згради СИВ-а пред, како их је назвао, „фамилијом” (Тито, шефови савезних република и најважнији министри). Политичари су деловали „забринути, помало и успаничени, а можда и солидно завађени”, што је Богдановић приписао „напрегнутој, пригушено хистеричној атмосфери”, која је настала током претходних година у вези са обележавањем Јасеновца. Тито није схватио да ексери са широким главама на макетама означавају места где ће бити посађено дрвеће, већ је мислио да ће уместо стабала стварно да буду постављене такве скулптуре, уз коментар да је то „колосално” и „па зашто да не, модерно је, али мени се свиђа”. Међутим, само пар месеци раније, у свом чувеном говору у Сплиту, Тито је напао модернизам у југословенској уметности.

### Церемонија откривања
Ни сама церемонија откривања није прошла без контроверзи. Јутро, на дан откривања споменика, радници су Богдановићу донели лобању коју су пронашли док су грабуљали терен. Лобању су затим спустили у Саву, да оде „путем којим су отпутовали и многи јасеновачки мученици”. Откривању су присуствовале делегације из свих југословенских република, као и из великог броја европских држава где су постојала удружења преживелих логораша тамошњих логора. Говорница је, из Богдановићу непознатих разлога, била готово километар удаљена од споменика.
Домаћин церемоније требало је да буде Крајачић, али се он није појављивао. Није дошао ни тадашњи шеф хрватских комуниста, Владимир Бакарић, тврдећи да се не осећа добро. Програм је требало да почне у 9 часова, али се чекао Крајачић који није стизао, па је почетак каснио више од два сата. Мика Шпиљак, председник Републичког извршног већа СР Хрватске, правдао је кашњење делегације из Загреба тиме да су прилазни путеви закрчени. Председник СУБНОР-а Србије, Раја Недељковић, распитао се код окупљених људи и сазнао да нема никаквог закрчења на путевима.
Како Крајачић није стизао, церемонију је говором отпочео Марко Белинић, председник СУБНОР-а Хрватске. Већ прва реченица његовог говора изазвала је жамор међу окупљенима, јер је Белинић наставио са причом о Јасеновцу као нацистичком, а не усташком логору, и негирао идентитет жртава: „Другови и другарице, овај логор овдје гдје данас откривамо споменик подигли су њемачки фашисти да би уништили хрватске комунисте и родољубе”. Говори су били преопширни, и било је очигледно да их окупљена маса не слуша.
У једном тренутку маса, коју су највише чиниле жене у црнини, је почела да се комеша, да би затим пробила кордон, и преко празног поља потрчала ка споменику. Готово сто хиљада људи је, уз крике, плач, посртање и падање, трчало неких осам минута до подножја споменика. Богдановић се у мемоарима присетио да је био скамењен, да се споменик „зацрнео као саће окићено пчелама” и да је читав призор био „ванземаљски и подсећао на Судњи дан”.
У међувремену је стигла вест да Крајачић ипак стиже, али да је променио протокол и да не долази у Јасеновац већ у ресторан у бањи Липик, и да ће тамо да се одржи свечани ручак за службене делегације. Тамо се Крајачић, већ свађалачки расположен, у једном тренутку обратио и делегацији српског СУБНОР-а и Недељковићу речима: „А ви, гегуле и репоње? Сељачине, Срби? Хоћете да подижете рафинерије у Новом Саду и Панчеву? Што ви знате што су рафинерије? У то се ми разумијемо, а ви знате само свиње да товите. И много вас је остало, да знаш!”
Према сопственом сведочењу, Недељковић је одговорио Крајачићу, али према сведочењима неких других који су били присутни, Недељковић је оћутао. По повратку у Београд, Недељковић је од највиших српских руководилаца, Јована Веселинова и Душана Петровића Шанета, тражио да се реагује на Крајачићеве испаде са дана откривања споменика, и да се обавести Тито, али му је одговорено да то не долази у одбор. Тито је ипак сазнао за догађаје, и питао: „шта је то Стево лупетао у Јасеновцу”. После тога, Крајачићу је саветовано да се повуче, и он се прво 1967. године повукао са места председника сабора, а 1968. године и из хрватског централног комитета, мада је остао на неким, мање битним, савезним позицијама и касније.

### Планови из 1990-их
Председник Хрватског сабора Жарко Домљан, изјавио је да је од Председништва Хрватске потекла иницијатива да се подигне споменик свима који су пали за Хрватску, у виду меморијалне гробнице која је требало да буде подигнута негде у околини Загреба. Председник Хрватске, Фрањо Туђман износи идеју о заједничком споменику у априлу 1991. године, кројеном према Долини палих, споменичком комплексу у Шпанији, у коме је шпански диктатор Франко заједно сахранио републиканске борце и фалангисте. Дана 30. маја 1995. Туђман је одржао говор у Сабору, у коме је званично објавио да ће хрватско спомен-обележје за све жртве рата да се изгради у Јасеновцу, уз тврдњу да фашизам и комунизам не смеју да раздвајају Хрвате.
До 1996. године, Туђман је дефинитивно одлучио да се нови меморијал гради, и изврши пренамена постојећег јасеновачког меморијалног комплекса. Замисао је била да се земни остаци Тита пренесу из Београда, као и Анте Павелићa из Мадрида, и да се њихове две покојне војске, партизанска и усташка, у Јасеновцу построје једна до друге. Туђман је планирао преношење остатака укупно пет великих Хрвата, који су још укључивали Стјепана Радића и Влатка Мачека (пети је остао непоменут).
С обзиром да је Туђман спомињао само усташе и погинуле партизане, остало је нејасно шта је планирао са остацима усташких жртава у Јасеновцу. Његов пројекат назван је морбидном парафразом Франковог меморијала и некрофилном верзијом доктрине Макса Лубурића по којој је једина шанса за успостављање независне Хрватске помирење и заједничка војна акција усташа и партизана. Богдановић је касније коментарисао да, ако у Франковом меморијалу и има какве-такве равноправности међу жртвама јер су и једни и други били војници, у Јасеновцу су „једни имали каме, а други су били робље ниже расе, доведено да буде уништено”.
Касније, у току 1996. године, Туђман одустаје од идеје. Нарочито су га изиритирали текст Маринка Чулића у Ферал трибјуну од 29. априла 1996. године под насловом Кости у миксеру, као и фотомонтажа у оквиру текста на којој Павелић Туђману предаје победнички пехар у облику јасеновачког Каменог цвета. Ипак, испоставило се да су највећи притисак на њега да прекине планове извршили Американци. Притискали су га државни секретар САД Ворен Кристофер и група од 50-ак сенатора, као и разне јеврејске организације и виђенији интелектуалци.

### Опис споменика
Богдановић је у складу с тадашњом превладавајућом применом геометризма у вајарству остварио цвет који је апстрактан, али и геометријски правилне конструкције. Дизајн је модернистички и апстрактне форме, са непрозирним симболичким веловима. За већину посматрача, цветна скулптурална апстракција има тешко ухватљиве, симболичке финесе.
Богдановић није хтео да споменик буде некакав симбол ужаса који се овде догодио. Подручје бившег јасеновачког логора окружују мочваре и шикара, што је на неки начин симбол убијања и смрти. Богдановић је на том месту остварио цвет, симбол живота и поновног рађања, што управо карактерише његов наум. Аутор не жели да се народи препиру и завађују, него да након ужаса који су се овде догодили завлада помирење и престанак наслеђивања мржње с колена на колено. Друга два решења својих хрватских колега, која нису прихваћена али су дизајном били много класичније фигуралне скулптуре које су представљале жртве и џелате („драстично су подсећале на ужасе злочина”), Богдановић је описао као „нехотично подилажење српској некрофилији”.
На месту логора који је био поприште дивљаштва, убијања и мучења, Богдановић је дизајнирао прекрасан бетонски цвет, симбол нежности и лепоте. И сама чињеница да је цвет саграђен од бетона има своју симболику. Када се посетилац током топлог, сунчаног дана нађе унутар споменика, температура постаје изузетно висока, што посетиоцу ствара утисак да се налази усред пакла, што је јасеновачки логор и био.
Међутим, иако су до тог времена биле против модернизма у уметности, југословенским властима је такво решење у конкретном случају сасвим одговарало, и на унутрашњем, и на спољнополитичком плану, па је пројекат одобрен. Апстрактна форма, која не даје јасну идентификацију ко је жртва а ко злочинац, потпуно је била на линији прокламованог братства и јединства. С друге стране, модернистичка апстрактност је означавала отклон од, не само фигуралног, класичног вајарства, већ и од соцреализма. Западњачком укусу је ово веома годило, па је о Богдановићу писала страна критика, а у атељеу га је посетио Жан-Пол Сартр, док су о односу према Источном блоку и раскиду са соцреализмом говориле новинске насловне стране попут „Титова лекција Хрушчову”.